# Nguendula Filipe
Nguendula Filipe (20 de maio de 1982) é uma basquetebolista profissional angolana.

## Carreira
Nguendula Filipe integrou a Seleção Angolana de Basquetebol Feminino, em Londres 2012, que terminou na décima segunda colocação.